# Джездинское месторождение
Джездинское месторождение марганца (Джездинский рудник; Джездинское рудоуправление; каз. Жезді марганец кен орны) — месторождение марганца, расположенное в Улытауском районе Карагандинской области Казахстана (рядом с Джезказганским месторождением меди).
Джездинская группа месторождений расположена в пределах Улутауской зоны поднятий и представлена двумя группами рудных тел, отстоящих друг от друга на расстоянии 70 км. На месторождении имеются шахты, обогатительная фабрика и промышленный центр Джезды
В Джездинском месторождении марганец находится в виде минерала браунита с примесью псиломелана; содержание марганца составляет 25—40 %; фосфора 0,1 %, железа 2—3 %.

## История
Марганцевые минералы в районе реки Джезды были обнаружены экспедицией К. И. Сатпаева в 1928 году.
Дальнейшая разведка и промышленное освоение месторождения были начаты под руководством К. И. Сатпаева в 1941—1942 годах.
В 1942 году вблизи месторождения возник посёлок Джезды. Тогда же была отгружена первая партия добытого марганца для заводов Магнитогорска. Разработка месторождения имела принципиальное значение для СССР в годы Великой Отечественной войны, поскольку к 1942 году в результате немецкого наступления был потерян Никопольский марганцеворудный бассейн и нарушена железнодорожная связь с расположенным на Кавказе Чиатурским месторождением. В годы войны Жездинское месторождение выдавало 70,9 % всех марганцевых руд страны.

## Геология
Рудный бассейн расположен на юго-западном крыле Ескульской антиклинали и сложен верхнедевонскими крупногалечными конгломератами, аркозовыми песчаниками и кремнистыми известняками. Жездинский, Карсакбайский и Агадырский разломы разделяют бассейн на юго-западный, центральный и северо-восточный блоки. Рудные тела имеют вид пластов, линз, жил и залегают в конгломератах Уйтасских отложений.
Бассейн вытянут в северо-западном направлении на 5 км, мощность изменяется с северо-запада на юго-восток от 120 до 40 м. В геологическом разрезе 6—7 рудоносных пластов перемежаются с пластами, не содержащими руд. Мощность рудных пластов от 1—12 м до 30 м, толщина жил 10—50 сантиметров.
Минеральный состав руд:
- основные рудные минералы: браунит и псиломелан
- второстепенные рудные минералы: пиролюзит, родохрозит, манганит, гематит, якобсит, фриделит, родонит